# Bonduel
Bonduel és una població dels Estats Units a l'estat de Wisconsin. Segons el cens del 2000 tenia 1.416 habitants.

## Demografia
Segons el cens del 2000, Bonduel tenia 1.416 habitants, 581 habitatges, i 392 famílies. La densitat de població era de 248,5 habitants per km².
Dels 581 habitatges en un 33,6% hi vivien nens de menys de 18 anys, en un 55,9% hi vivien parelles casades, en un 7,1% dones solteres, i en un 32,4% no eren unitats familiars. En el 27,5% dels habitatges hi vivien persones soles el 13,9% de les quals corresponia a persones de 65 anys o més que vivien soles. El nombre mitjà de persones vivint en cada habitatge era de 2,42 i el nombre mitjà de persones que vivien en cada família era de 2,94.
Per edats la població es repartia de la següent manera: un 26,2% tenia menys de 18 anys, un 8% entre 18 i 24, un 30,2% entre 25 i 44, un 18,3% de 45 a 60 i un 17,3% 65 anys o més.
L'edat mediana era de 34 anys. Per cada 100 dones de 18 o més anys hi havia 92,8 homes.
La renda mediana per habitatge era de 39.625 $ i la renda mediana per família de 48.264 $. Els homes tenien una renda mediana de 34.632 $ mentre que les dones 21.741 $. La renda per capita de la població era de 20.482 $. Aproximadament el 2,3% de les famílies i el 4,1% de la població estaven per davall del llindar de pobresa.

## Poblacions més properes
El següent diagrama mostra les poblacions més properes.